# Liste des Mauriciens du SOE
 (mars 2025).
La liste suivante donne les noms des 14 Franco-Mauriciens (12 hommes et 2 femmes) qui, au cours de la Seconde Guerre mondiale, ont été recrutés par le Special Operations Executive et envoyés en France comme agents secrets pour y effectuer des missions clandestines de lutte contre l'occupant et de soutien à la Résistance intérieure française.
- France Antelme
- Claude de Baissac
- Lise de Baissac
- Jean Joseph Roger Clarenc
- Philippe Duclos
- Jean Larcher
- Maurice Larcher
- Amédée Maingard
- Edmund Mayer
- James Mayer
- Percy Mayer
- J.M.G. Planel, radio de Guido Zembsch-Schreve [à vérifier]
- Guy de la Roche
- Marcel Rousset
- Alix d'Unienville
- Claude Planel (Jacques Cornet), radio SOE

## Source
- J. Maurice Paturau, Agents secrets mauriciens en France 1940-1945, s.d., 1994 ou 1995.